# ديفيد بينيت (سياسي)
ديفيد بينيت (بالإنجليزية: David Bennett)‏ هو سياسي نيوزلندي، ولد في 28 أكتوبر 1970 في هاميلتون في نيوزيلندا. حزبياً، نشط في الحزب الوطني في نيوزيلندا. وقد انتخب عضو مجلس النواب النيوزيلندي عن دائرة هاملتون الشرقية ‏ وقد انضم خلال فترته النيابية ‏ للكتلة البرلمانية الحزب الوطني في نيوزيلندا.